# Староміська ратуша (Прага)
50°5′13″ пн. ш. 14°25′15″ сх. д. / 50.08694° пн. ш. 14.42083° сх. д.
Староміська́ ра́туша або Ста́ромнєстська ра́туша (чеськ. Staroměstská radnice) — ратуша в історичному районі чеської столиці Праги Старе Місто. Була закладена у 1338 році на підставі привілею, дарованого старомістянам королем Яном (Йоанном) Люксембурзьким.

## Загальний опис
Староміська ратуша Праги являє собою архітектурний комплекс, що складається з декількох будівель, що розташовані на Староміській площі, й поступово з'єднаних у одне ціле для потреб магістрату Празького Старого міста.
Будівля Староміської ратуші прикметна своєю капелою з вівтарним еркером, прикрашеним тонким скульптурним декором, високою вежею вишуканого силуету й дуже відомим майстерним астрономічним годинником.
Технічні дані:
- висота башти: 56,59 м;
- ширина башти (південний бік): 8,37 м;
- глибина башти (східний бік): 7,91 м;
- ширина будівлі ратуші: 67,45 м.

## Історія будівництва
Історично першою будівлею Старомнєстської ратуші був кутній ранньоготичний будинок кінця XIII століття, який міщани отримали від заможного купця Вольфіна з Каменя із заснуванням ратуші 1338 року.
У 1360 році до західного боку першої будівлі було прибудовано другий корпус, у якому містилась зала засідань місцевого самоврядування з дерев'яною готичною стелею. У 1364 року будинок доповнився могутньою призматичною вежею, яка стала домінантою будівлі.
У 1381 році відомий зодчий Петер Парлер звів готичну каплицю Старомнєстської ратуші. А вже на початку XV століття на південному фасаді ратуші спорудили астрономічний годинник, відомий як Празькі куранти.
У 1458 році міська влада для потреб ратуші придбала третій будинок — дім чинбаря Мікша, збудований на романському фундаменті.
У 1805—1807 роках на вежі Староміської ратуші встановили новий годинник й добудували оглядовий майданчик. Наступна добудова ратуші була здійснена в 1830—1834 роках — тоді ж до ратуші долучили східне крило, яке служило їй ще від XIV століття. Однак, старі будови східного крила демонтували, а на їхньому місці спорудили неоготичне крило за проектом архітекторів Петра Нобіле та Павла Спренгера.
У 1880 році архітектором Баумом був реконструйований будинок Мікша в стилі неоренесансу.
На початку XX століття було проведено відразу декілька архітектурних конкурсів з перебудови та реконструкції Староміської ратуші. Перший відбувся у два тури в 1899—1900 роках, на ньому ставилося завдання зберегти неоготичне крило, а от фасад пропонувалось змінити. Конкурс завершився, не визначивши переможця. Подібна ситуація трапилась і на наступному конкурсі в 1905 році. Переможний проект реконструкції ратуші все-таки визначили — 1908 року, проте зреалізувати його не вдалося.
Під час Празького повстання в травні 1945 року Староміська ратуша правила за оборонний пункт, у безпосередній близькості до неї відбувалися бої між повстанцями та німецькою армією, внаслідок чого ратуші було завдано значної шкоди. Пожежа, що тоді зайнялася, повністю знищила неоготичне крило, ушкоджені були також і Празькі куранти.
У повоєнний час пропонувались різноманітні проекти реконструккції ратуші, однак усунувши небезпеку завалення прилеглих будинків, саму́ будівлю ратуші (комплекс будівель) фактично більше не добудовували.
У теперішній час Староміська ратуша — одна з найпопулярніших празьких атракцій, що притягує мільйони туристів щороку, не в останню чергу, завдяки чудовому годиннику на південному фасаді, також є можливість здійнятися нагору — й оглянути Старе Мєсто й Прагу з оглядового майданчика. Нині у вежі ратуші встановлено скляний ліфт, що ходить з 3 поверху будинку на оглядовий майданчик.

## Знаменні події, пов'язані зі Старомнєстською ратушою
- 1360 — будівництво другого приміщення;
- 1381 — добудова П. Парлером й освячення готичної каплиці;
- 1410 — запуск Старомнєстських курантів;
- 1422 — страта гуситського очільника празької бідноти Яна Желивського;
- 1458 — придбання ратушою Будинку Мікша;
- 1458 — обрання Їржі з Подєбрад чеським королем;
- 1520 — встановлення ренесансного вікна на південному боці;
- 1621 — страта 27 чеських панів-учасників Ставівського спротиву;
- 1784 — ратуша стала резиденцією об'єднаної (столичної) празької міської управи;
- 1807 — встановлення нового годинника й оглядового майданчика на башті;
- 1848 — добудова неоготичного крила;
- 1880 — реконструкція Будинку Мікша.
- 1945 — пожежа у вежі, знищення неоготичного крила.

## Галерея

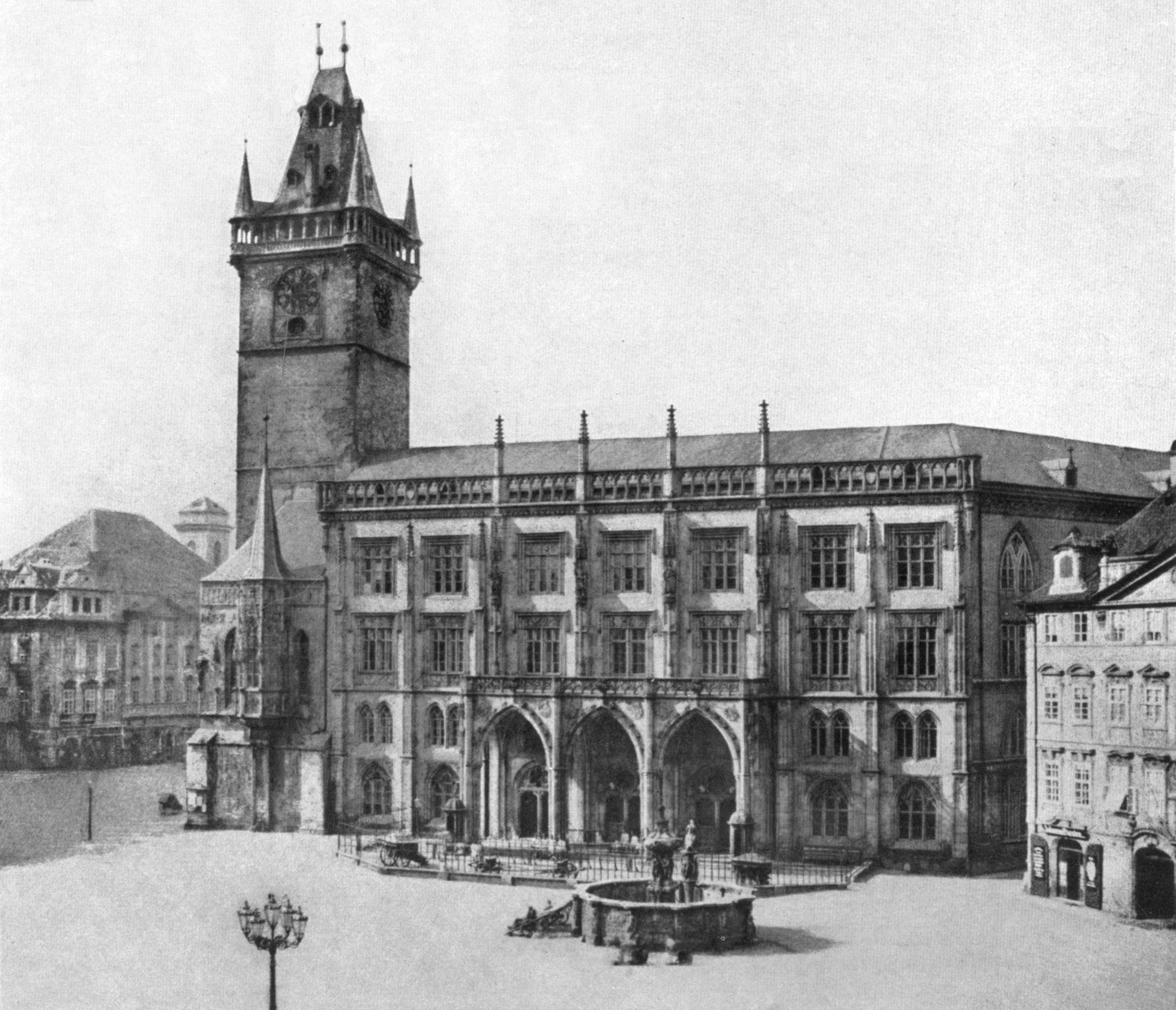
1856
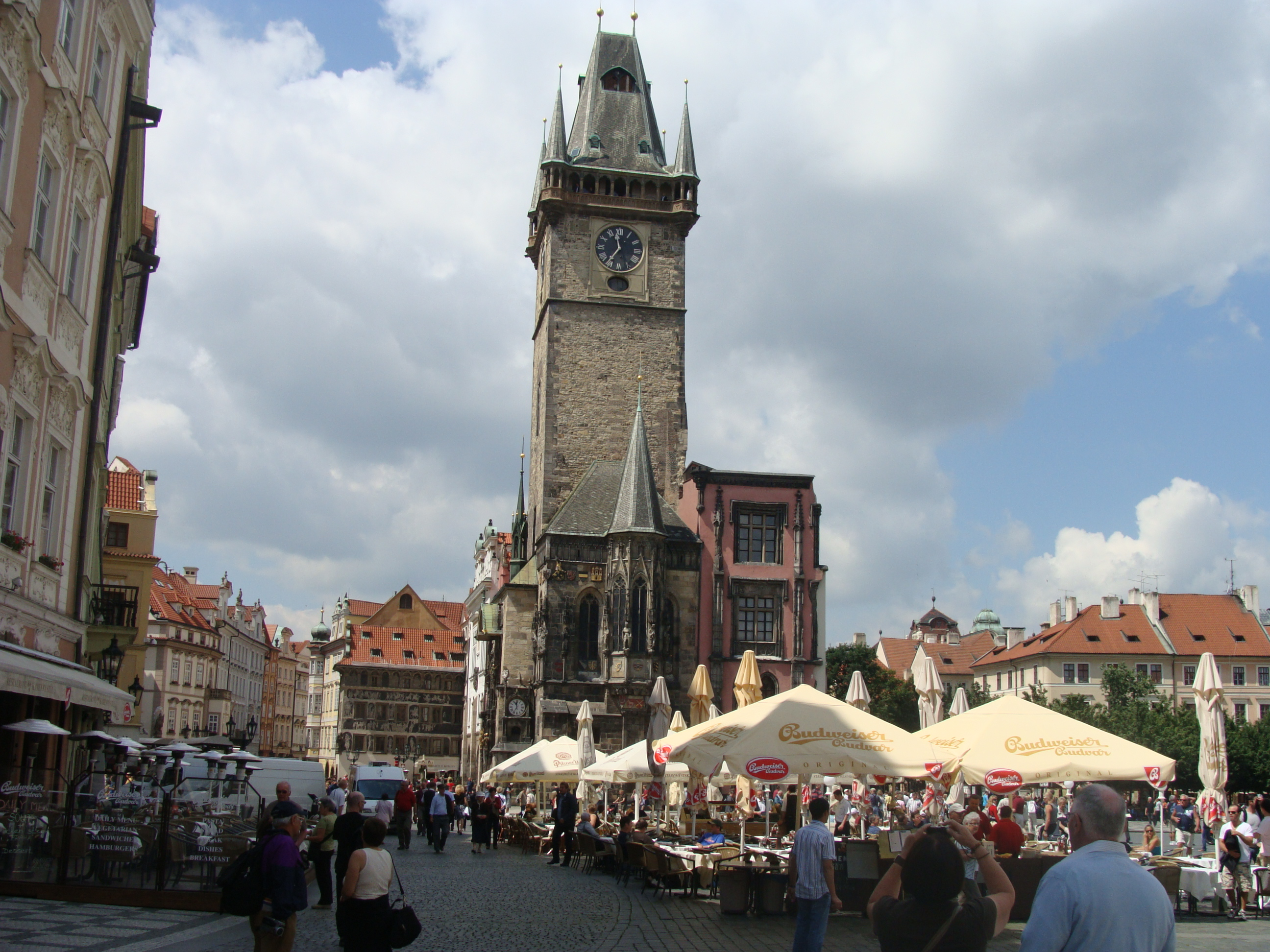
2009
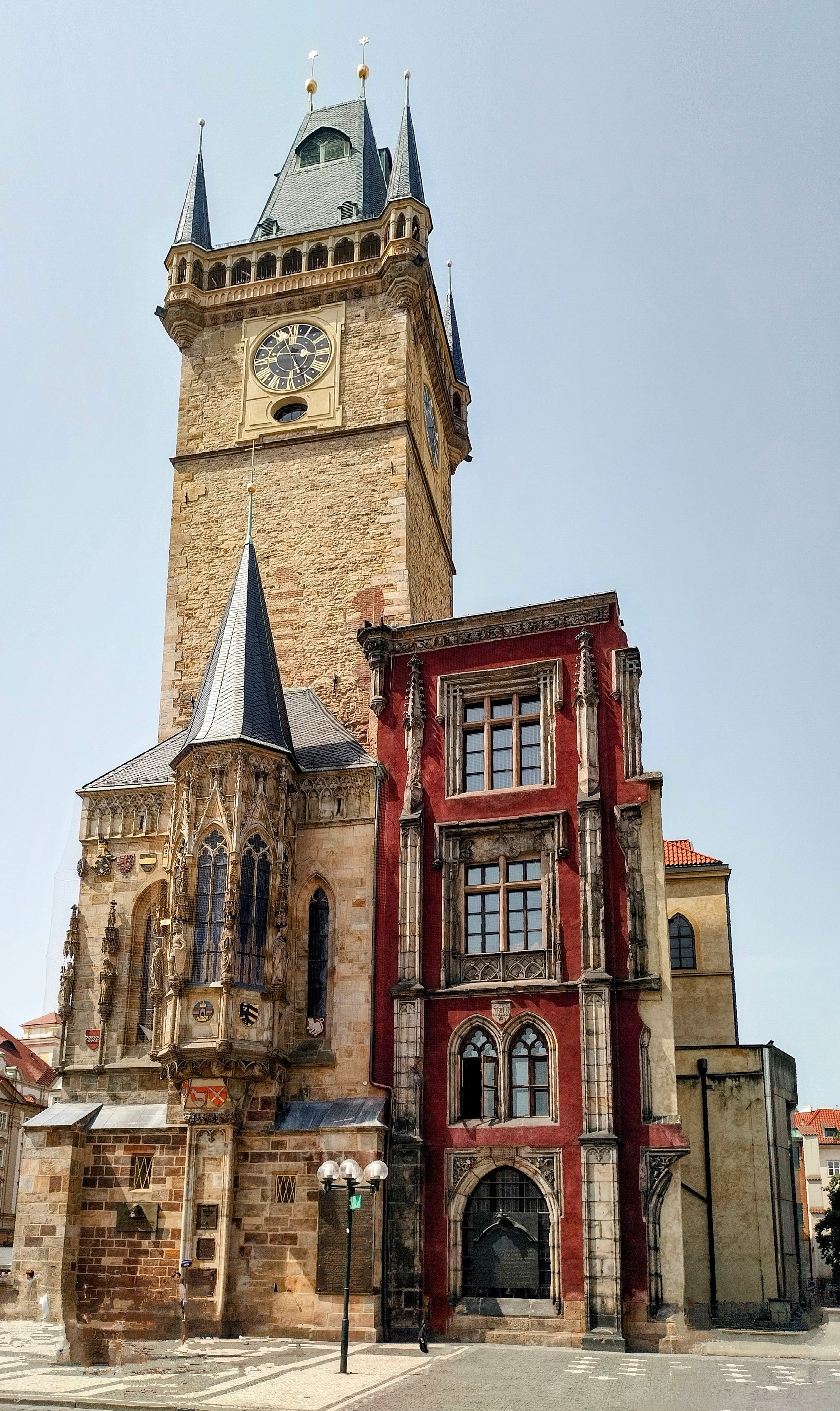
2024
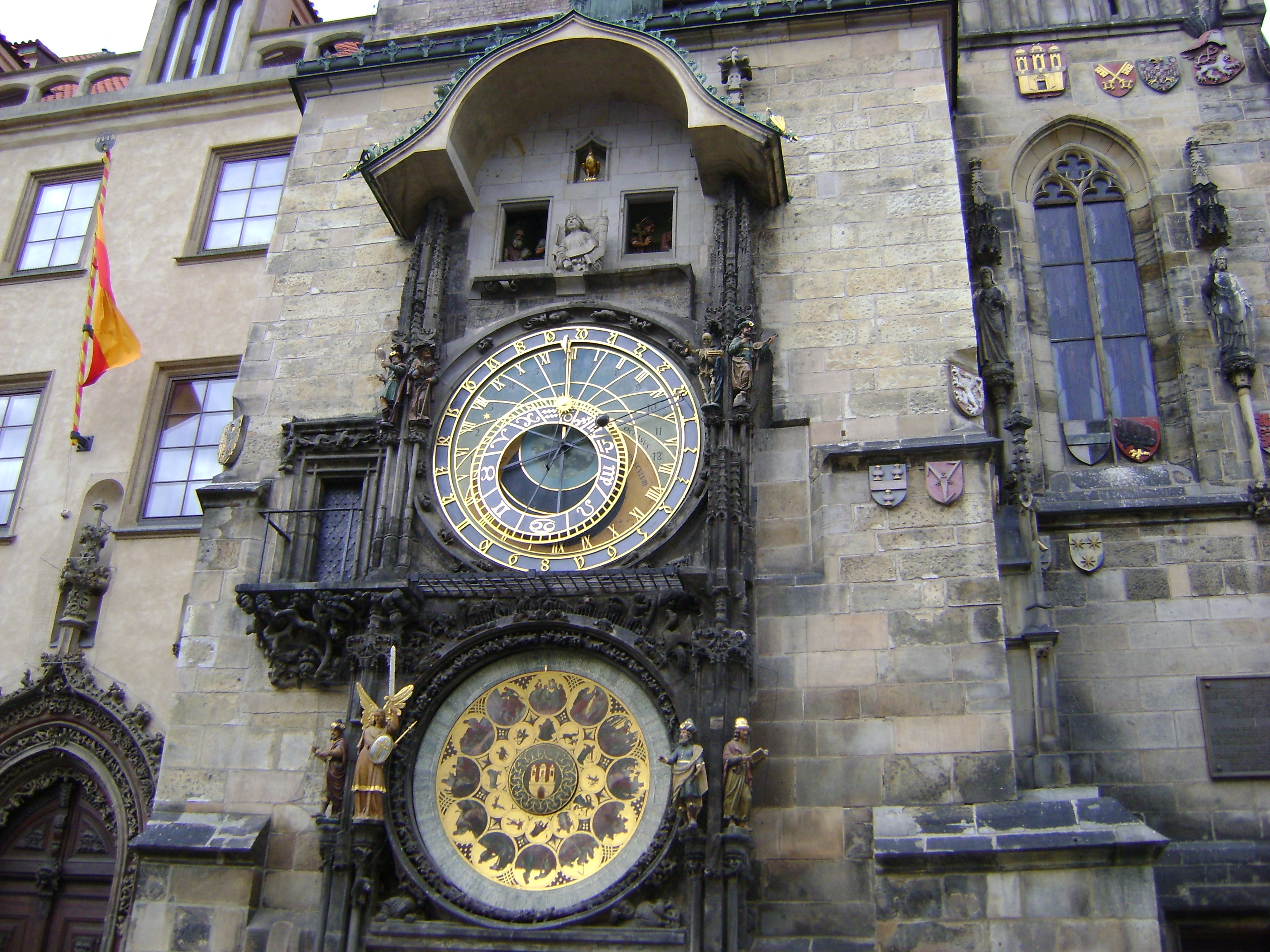
Празькі куранти